# تی‌ام‌بی بانک
تی‌ام‌بی بانک (انگلیسی: TMB Bank) بانک تایلندی است، که در زمینه ارائه خدمات بانکداری خرد، بانکداری اختصاصی، بانکداری شرکتی و بانکداری سرمایه‌گذاری فعالیت می‌کند.
تی‌ام‌بی بانک در سال ۱۹۵۷ تأسیس شد. این بانک هم‌اکنون مالک شبکه‌ای از ۴۶۰ شعبه در تایلند می‌باشد. شعبه مرکزی این بانک در شهر بانکوک، تایلند قرار دارد و بخشی از سهام آن در بازار بورس تایلند معامله می‌شود.